# Ausonia (Lácio)
Ausonia é uma comuna italiana da região do Lácio, província de Frosinone, com cerca de 2.564 habitantes. Estende-se por uma área de 20 km², tendo uma densidade populacional de 128 hab/km². Faz fronteira com Castelnuovo Parano, Coreno Ausonio, Esperia, Spigno Saturnia (LT).

## História
Nas proximidades da atual cidade se situou, em local ignorado, a antiga Ausona, uma das cinco cidades referidas pelos gregos instalados ao sul, e que pertenciam ao território osco-umbrio. Estas cidades fizeram parte da Liga Sanítica que se opôs aos latinos, sendo todas ferozmente destruídas após anos de combate no ano 314 a.C., e suas populações dizimadas.

## Demografia
| Variação demográfica do município entre 1861 e 2011                               |
|                                                                                   |
| Fonte: Istituto Nazionale di Statistica (ISTAT) - Elaboração gráfica da Wikipedia |